# 雲をも摑む民
- 雲をも摑む民
- 雲をも掴む民

『雲をも摑む民』（くもをもつかむたみ）は、ポルノグラフィティの3作目のオリジナルアルバム。2002年3月27日にSME Recordsよりリリースされた。

## 概要
前作『foo?』から1年1か月ぶりのリリース。2001年のヒットシングル「アゲハ蝶」「ヴォイス」、本作のリードシングル「幸せについて本気出して考えてみた」など、全13曲が収録されている。
アルバム名は「音楽が持つ大きな力を介して、この先もいろんな人とずっと繋がっていきたい」という思いが込められている。
本作の制作が始まったのは2001年5月から6月頃。前作に多かった新藤作の楽曲は未収録で、ak.homma作も4曲のみとなっており、岡野・Tamaによる楽曲が増えている。メンバーは本作の印象について「いつもより少し内向的」と語っており、ak.hommaも「ロックアルバム」「ポルノ中級者以上におすすめ」と語っている。
初回仕様には、リードシングル『幸せについて本気出して考えてみた』とのシングル・アルバムW購入キャンペーン用の応募券が同封された。
2002年6月から10月にかけて、本作を引っ提げたホールツアー『5thライヴサーキット "BITTER SWEET MUSIC BIZ"』を開催した。

## 収録曲
| #         | タイトル                                                  | 作詞      | 作曲      | 編曲                         | 時間  |
| --------- | --------------------------------------------------------- | --------- | --------- | ---------------------------- | ----- |
| 1.        | 「敵はどこだ？」                                          | 新藤晴一  | Tama      | ak,homma, ポルノグラフィティ | 3:50  |
| 2.        | 「ラスト オブ ヒーロー」                                  | 新藤晴一  | ak.homma  | ak,homma, ポルノグラフィティ | 5:00  |
| 3.        | 「アゲハ蝶 (Red Mix)」                                    | ハルイチ  | ak.homma  | ak.homma                     | 4:38  |
| 4.        | 「ハート」                                                | 新藤晴一  | Tama      | ak,homma, ポルノグラフィティ | 4:51  |
| 5.        | 「Aokage」                                                | 岡野昭仁  | 岡野昭仁  | ak,homma, ポルノグラフィティ | 4:56  |
| 6.        | 「クリスチーナ」                                          | 岡野昭仁  | 岡野昭仁  | ak,homma, ポルノグラフィティ | 2:44  |
| 7.        | 「n.t.」                                                  | 岡野昭仁  | 岡野昭仁  | ak,homma, ポルノグラフィティ | 4:05  |
| 8.        | 「ヴォイス」                                              | 新藤晴一  | 本間昭光  | 本間昭光                     | 4:38  |
| 9.        | 「パレット」                                              | 新藤晴一  | ak.homma  | ak,homma, ポルノグラフィティ | 5:03  |
| 10.       | 「幸せについて本気出して考えてみた (アルバムバージョン)」 | 新藤晴一  | Tama      | ak,homma, ポルノグラフィティ | 4:49  |
| 11.       | 「ニセ彼女」                                              | 新藤晴一  | Tama      | ak,homma, ポルノグラフィティ | 3:54  |
| 12.       | 「ビタースイート」                                        | 新藤晴一  | Tama      | ak,homma, ポルノグラフィティ | 4:56  |
| 13.       | 「夜はお静かに」                                          | 新藤晴一  | Tama      | ak,homma, ポルノグラフィティ | 2:38  |
| 合計時間: | 合計時間:                                                 | 合計時間: | 合計時間: | 合計時間:                    | 56:02 |

## 楽曲解説
1. 「敵はどこだ?」
  - 2001年9月に発生したアメリカ同時多発テロ事件を題材とした反戦歌になっている[2][5]。メンバーは2001年8月上旬から約2週間、レコーディングのためニューヨークに滞在しており、作詞を手掛けた新藤は「あの時期はみんな頭の中に事件のことがあったと思うし、だったらそれを書くべきだってことを思っていたときにこの曲が来た」と語っている[5]。
  - 作曲を手掛けたTamaは「『2ndライヴサーキット "D4-33-4"』の楽屋でなんとなくベースを弾いているときにアイデアが浮かんだ」と振り返っている[5]。
2. 「ラスト オブ ヒーロー」
3. 「アゲハ蝶 (Red Mix)」
  - 6thシングル。
  - ドラムやパーカッションにアレンジが加えられたアルバムバージョンでの収録[注釈 4]。
4. 「ハート」
  - 「『夜明けまえには』を越えるものを作りたい」と制作された楽曲[5]。
  - ベストアルバム『PORNO GRAFFITTI BEST BLUE'S』にも収録された。
5. 「Aokage」
  - 詞曲を手掛けた岡野が高校時代に登下校で通っていた青影トンネルを歌った楽曲[6]。
  - 岡野は本楽曲について「初めて昔の思い出を曲や詞にすることが出来た会心の一曲」と語っている[5]。一方、新藤は「曲のおしゃれ感と因島が中々マッチしなかった」とのこと[5]。
  - ライブビューイング『しまなみロマンスポルノ'18 〜THE LIVE VIEWING〜』（2018年10月）では、因島市民会館より、因島の海と夕景を背に本楽曲を演奏した[7]。
6. 「クリスチーナ」
  - カウントから始まるロックンロール調の楽曲で[2]、本作の遊び要素・アクセントの位置付けである[5]。
  - 岡野曰く「初めて車を買ってうれしかった思いを歌った曲[8]」で、実際に岡野が初めて車を買った1週間後くらいの時期に書いたという[5]。
7. 「n.t.」
  - タイトルは、漫画『蒼天航路』において関羽が張角に放った「佞言 断つべし」という言葉の頭文字を引用したもの[5]。
  - 岡野は「詞を書いたときは相当テンションが低く、何かに燃えている時期だったことから、それをそのまま閉じ込めた」と語っている[5]。
8. 「ヴォイス」
  - 7thシングル。
  - 本作収録のシングル曲では唯一シングルバージョンでの収録。
9. 「パレット」
  - 心の葛藤を、絵を描いていく過程の気持ちに喩えて描写した楽曲[9]。
  - ベストアルバム『PORNO GRAFFITTI BEST BLUE'S』にも収録された。
  - ライヴではアコースティックアレンジで披露されることが多く、2018年12月から2019年3月にかけて開催された『16thライヴサーキット "UNFADED"』では約15年ぶりに原曲アレンジで披露された[注釈 5]。
10. 「幸せについて本気出して考えてみた (アルバムバージョン)」
  - 8thシングル。
  - イントロに歌詞が追加されたアルバムバージョンでの収録。この歌詞は本楽曲のデモ曲「コメディ2001」のサビの歌詞フレーズを引用したもの。
11. 「ニセ彼女」
  - 意中の相手の変化への戸惑いを描いたロック・チューン[2]。
  - 制作時は岡野も歌詞を書いていたが、最終的に僅差で新藤の歌詞が採用された[5]。
12. 「ビタースイート」
  - 『5thライヴサーキット "BITTER SWEET MUSIC BIZ"』のツアータイトルを冠したヘビーロック。
  - 当初はシングル化の予定もあったとのこと[10]。
  - 本作リリース直後に出演したテレビ朝日系『ミュージックステーション』 でも披露された[11]。
  - 9thシングル『Mugen』には、『4thライヴサーキット "Cupid (is painted blind)"』でのライヴ音源が収録されている。
13. 「夜はお静かに」
  - ピアノを主体としたバラードで[2]、演奏時間は2分38秒と本作最短の曲である。
  - 「夜中には僕たちの音楽を静かに聴いて下さい」というファンに向けたメッセージが込められているが、Tama曰く「個人的に疲れている時期に書いた楽曲」だったため、新藤が暗い曲調を逆に夜と見なして聴いてくれる人へのメッセージにしたことに驚いたという[5]。
  - 前2作及び次作『WORLDILLIA』で展開されている「デッサン」シリーズの楽曲は本作には未収録となっているが、本楽曲が本作における「デッサン」シリーズの候補であった[5]。

## Additional Musicians
- Synthesist：飯田高広
- Acoustic Guitar：林部直樹（#3）
- Strings：NAOTO Strings（#3,#4,#8,#9,#10）
- Percussion：Bashiri Johnson（#4,#5,#8,#9）, 三沢またろう（#3,#6,#11,#12,#13）
- Drums：Will Caihoun（#4,#9）, 小畑"PUMP"隆彦（#2,#6,#11）, 村石雅行（#10）, 斎藤孝（#1）
- All Other Instruments：本間昭光
- E.Guitar Sound Designer：遠藤太郎

## 収録作品
| タイトル                         | 収録作品 |
| -------------------------------- | --- |
| 敵はどこだ？                     | - ライヴ映像 - ライヴ映像作品『"BITTER SWEET MUSIC BIZ" LIVE IN BUDOKAN 2002』 - ライヴ映像作品『横浜ロマンスポルノ'16 〜THE WAY〜 Live in YOKOHAMA STADIUM』 |
| ラスト オブ ヒーロー             | - ライヴ映像 - ライヴ映像作品『"BITTER SWEET MUSIC BIZ" LIVE IN BUDOKAN 2002』 |
| アゲハ蝶                         | →「 アゲハ蝶#収録作品 」を参照 |
| ハート                           | - アルバム - ベストアルバム『PORNO GRAFFITTI BEST BLUE'S』 - ライヴ映像 - ライヴ映像作品『"BITTER SWEET MUSIC BIZ" LIVE IN BUDOKAN 2002』 - ライヴ映像作品『"ロイヤル ストレート フラッシュ" LIVE IN YOYOGI DAIICHI TAIIKUKAN 2009』 - ライヴ映像作品『15thライヴサーキット "BUTTERFLY EFFECT" Live in KOBE KOKUSAI HALL 2018』                                                                                                 |
| Aokage                           | - ライヴ映像 - ライヴ映像作品『"BITTER SWEET MUSIC BIZ" LIVE IN BUDOKAN 2002』 - ライヴ映像作品『幕張ロマンスポルノ'11 〜DAYS OF WONDER〜』 |
| クリスチーナ                     | - ライヴ映像 - ライヴ映像作品『"74ers" LIVE IN OSAKA-JO HALL 2003』 |
| n.t.                             | - ライヴ映像 - ライヴ映像作品『"BITTER SWEET MUSIC BIZ" LIVE IN BUDOKAN 2002』 - ライヴ映像作品『ポルノグラフィティ20th Anniversary Special Live Box』 - ライヴ音源 - ライヴアルバム『"NIPPONロマンスポルノ'19〜神vs神〜" DAY1 (LIVE)』 - ライヴアルバム『"NIPPONロマンスポルノ'19〜神vs神〜" DAY2 (LIVE)』 |
| ヴォイス                         | →「 ヴォイス (ポルノグラフィティの曲)#収録作品 」を参照 |
| パレット                         | - アルバム - ベストアルバム『PORNO GRAFFITTI BEST BLUE'S』 - ライヴ映像 - ライヴ映像作品『"74ers" LIVE IN OSAKA-JO HALL 2003』 - ライヴ映像作品『"ポルノグラフィティがやってきた" LIVE IN ZEPP TOKYO 2008』 - ライヴ映像作品『幕張ロマンスポルノ'11 〜DAYS OF WONDER〜』 - ライヴ映像作品『16thライヴサーキット "UNFADED" Live in YOKOHAMA ARENA 2019』 - ライヴ映像作品『ポルノグラフィティ20th Anniversary Special Live Box』 |
| 幸せについて本気出して考えてみた | →「 幸せについて本気出して考えてみた#収録作品 」を参照 |
| ニセ彼女                         | - 作品未収録 |
| ビタースイート                   | - ライヴ映像 - ライヴ映像作品『"BITTER SWEET MUSIC BIZ" LIVE IN BUDOKAN 2002』 - ライヴ映像作品『7th LIVE CIRCUIT "SWITCH" 2005』 - ライヴ映像作品『16thライヴサーキット "UNFADED" Live in YOKOHAMA ARENA 2019』 - ライヴ映像作品『ポルノグラフィティ20th Anniversary Special Live Box』 |
| 夜はお静かに                     | - 作品未収録 |